# Bérérenx
Bérérenx est une ancienne commune française du département des Pyrénées-Atlantiques. En 1828, la commune est réunie à Navarrenx.

## Géographie
Bérérenx est situé à l'est de Navarrenx, en direction de Jasses.

## Toponymie

### Attestations anciennes
Le toponyme Bérérenx est mentionné au XIe siècle (Pierre de Marca), et apparaît sous les formes 
Berarensis (vers 1100, cartulaire de Lucq), 
Berarengn (XIIe siècle, cartulaire de Lucq), 
Bererencx (1385, notaires de Navarrenx), 
Bererenxs et Berrerenxs (respectivement 1538 et 1546, réformation de Béarn), 
Sent Joan de Bererens (1612, insinuations du diocèse d'Oloron), 
Bererenz (1793 ou an II) et 
Berereux (1801, Bulletin des Lois).

### Étymologie
Bererenx vient de l'anthroponyme gascon Berard avec le suffixe -enh, modifié ultérieurement.

### Graphie occitane
Son nom occitan gascon est Bererencs.

## Démographie
| 1793 | 1800 | 1806 | 1821 |
| ---- | ---- | ---- | ---- |
| 131  | 96   | -    | 127  |

## Pour approfondir